# Eutelia musicalis
Eutelia musicalis är en fjärilsart som beskrevs av Emilio Berio 1966. Eutelia musicalis ingår i släktet Eutelia och familjen nattflyn. Inga underarter finns listade i Catalogue of Life.